# Наш живот (Крагујевац)
Наш живот је био часопис који је издавао Клуб свршених ученика Војнозанатлијске школе у Крагујевцу, прве стручне школе у Србији. Званичан поднаслов био је орган Клуба сврш. уч. ВЗШ. Часопис је излазио двомесечно, током 1938. и 1939. године и изашло је укупно 19 бројева. Први број часописа изашао је 19. марта 1938.

## О часопису
Часопис Наш живот излазио је два пута месечно. Први број изашао је 19. марта 1938. Одговорни уредник био је Драган Николић. Часопис је штампан у крагујевачкој штампарији Светлост.
Часопис је обрађивао теме везане за Војнозанатлијску школу и Клуб, али и оне које су занимале раднике. Осим тога објављивани су и стручни текстови из области техничких наука. Последње стране биле су посвећене спорту, позоришту и другим видовима забаве.

### Покушај обнављања
Од 1973. године Центар за техничко образовање омладине „Воја Радић”, како се тада звала ова школа, покренуо је нову серију истоименог часописа, настављајући традицију питомаца Војнозанатлијске школе. Према подацима из COBISS-а, у овој новој серији изашао је само један број.

## Дигитализација
Часопис Наш живот је дигитализован. Бројеви од 2 до 14 из 1938/39. године доступни су и могу се читати он-лајн